# Intimazione di pagamento

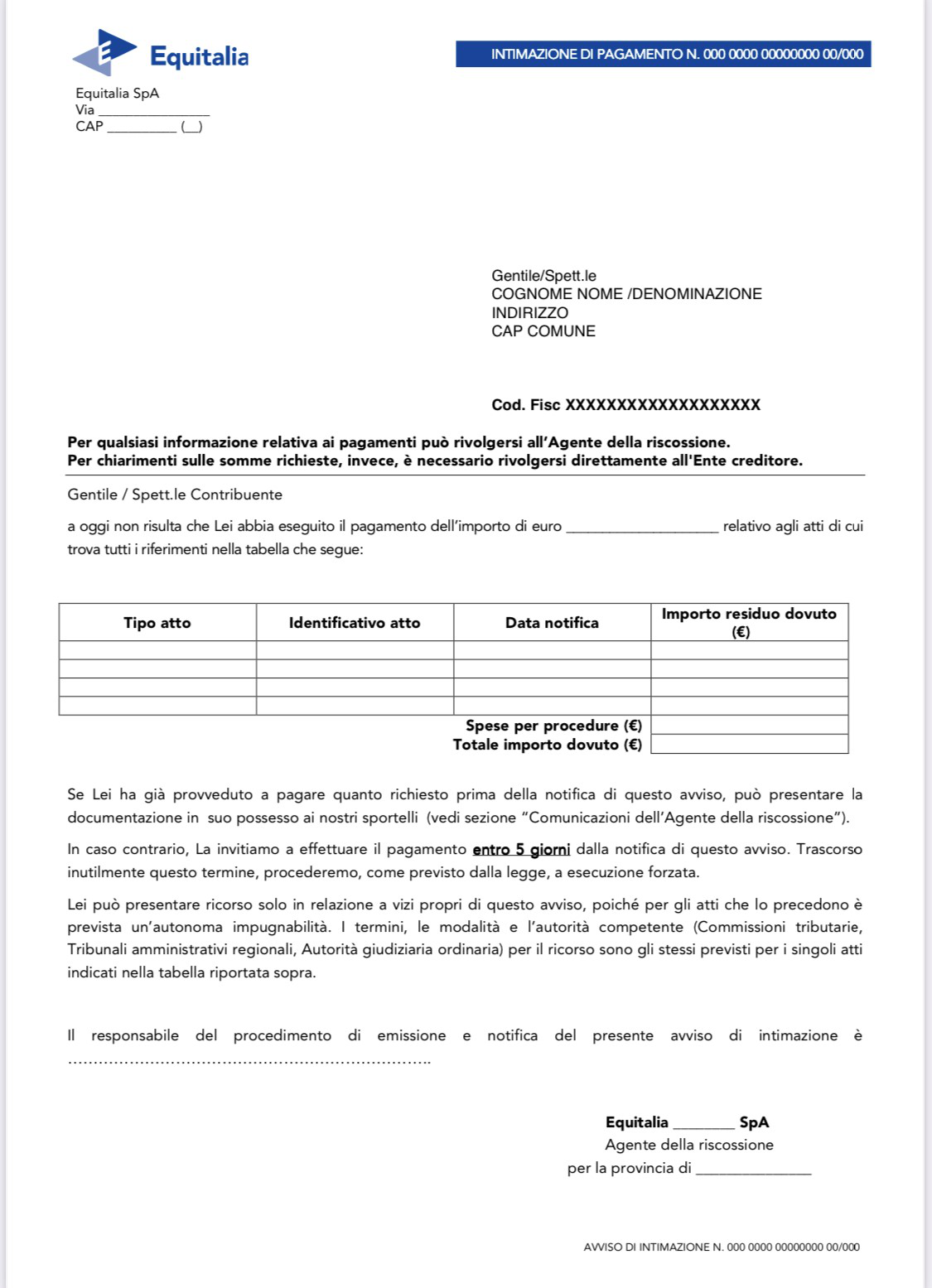
Modulo scaricabile dalla pagina internet:https://www.agenziaentrateriscossione.gov.it/it/Per-saperne-di-piu/documenti-della-riscossione/avvisi-e-solleciti/

L'intimazione di pagamento, denominata dalla normativa  intimazione ad adempiere, è contenuta in un avviso che deve essere notificato al contribuente se l'espropriazione forzata non è iniziata entro un anno dalla notifica della cartella di pagamento. Con questo avviso si intima al contribuente di adempiere, e cioè di pagare il proprio debito che risulta dal ruolo, entro cinque giorni. Questo avviso perde efficacia trascorso un anno dalla data di notifica. Pertanto, se l'Agenzia delle Entrate-Riscossione intende procedere ad espropriazione forzata dopo lo spirare di tale termine, dovrà nuovamente notificare tale avviso.

## Disciplina

### Ambito di applicazione
L'avviso previsto dall'art. 50 D.P.R. 602/1973 si applica alla riscossione tramite ruolo, ma non solo. È previsto anche per la riscossione delle imposte attraverso l'adozione dell'avviso di accertamento immediatamente esecutivo. Quest'ultima procedura si applica per riscuotere i tributi delle imposte sui redditi, IRAP e IVA. In questo caso, però, il termine di un anno, oltre il quale sarà necessario inviare nuovamente il predetto avviso di pagamento, decorre dalla data di notifica dell'avviso di accertamento (perché, non utilizzando la procedura con l'iscrizione a ruolo, non è mai stata notificata alcuna cartella di pagamento). Il medesimo avviso dovrà essere notificato, a norma dell'articolo 9 comma 3 ter D.L. 2 marzo 2012, n. 16, in materia di "Disposizioni urgenti in materia di semplificazioni tributarie, di efficientamento e potenziamento delle procedure di accertamento", anche nel caso in cui sia trascorso più di un anno dalla notificazione degli avvisi di accertamento dell'Agenzia delle dogane e l'agente della riscossione voglia procedere (non avendolo fatto nell'anno precedente) all'espropriazione forzata.

### Impugnabilità
Nei primi anni 2000 l'impugnabilità dell'intimazione di pagamento, di fronte alla commissione tributaria, è stata comunemente ammessa. Tuttavia questo non è un risultato così scontato, il D.Lgs. 31 dicembre 1992, n. 546, in materia di " Disposizioni sul processo tributario in attuazione della delega al Governo", all'art. 19, tra gli atti che possono essere oggetto di ricorso di fronte alle commissioni tributarie e autonomamente impugnati, non indica espressamente l'intimazione di pagamento, ma soltanto il precedente avviso di mora. Per giungere ad un'interpretazione estensiva dell'art. 19 D.Lgs. 546/1992 si sono seguite diverse strade interpretative. In più occasioni si è sostenuta l'equiparabilità tra intimazione di pagamento e avviso di mora, i due atti hanno diverse analogie: entrambi contengono l'intimazione ad adempiere e devono essere notificati prima di intraprendere l'esecuzione forzata. Tuttavia, tra queste due discipline intercorrono anche notevoli differenze, l'intimazione di pagamento è un atto a carattere eventuale, infatti, dovrà essere notificato solo nel caso in cui sia trascorso più di un anno dalla notifica della cartella di pagamento. L'avviso di mora, invece, doveva sempre essere notificato prima di procedere ad esecuzione forzata, questo avviso è stato abrogato nel 1999. Secondo questa concezione l'intimazione di pagamento dovrebbe essere ricondotta all'avviso di mora e, quindi, autonomamente impugnabile. 
La giurisprudenza ritiene che nei confronti degli atti non espressamente previsti nell'elenco dell'art. 19 D.Lgs. 546/1992 vi sia soltanto una facoltà, e non un onere, di impugnazione. Di conseguenza, rimarrà sempre possibile impugnare la pretesa agendo contro uno degli atti autonomamente impugnabili. Al contrario, sussisterebbe un onere di impugnazione per gli atti che sono espressamente inseriti nell'elenco già menzionato. Questi, se non verranno impugnati, determineranno una "cristallizzazione" della pretesa. Comunque, non tutti gli atti non inseriti nell'elenco dell'art.19 D.Lgs. 546/1992 sono facoltativamente impugnabili, ma soltanto quelli che contengono una pretesa tributaria precisamente individuata. Parte della dottrina ha criticato questa ricostruzione sostenendo che il contribuente non è titolare di una facoltà o di un onere, ma di un potere di impugnazione. In definitiva, questo elenco viene interpretato elasticamente e si predilige un approccio sostanzialistico, badando principalmente al contenuto tributario dell'atto valutato di volta in volta.
Sono molteplici i motivi per addurre le difese avverso l'intimazione di pagamento e, quindi, per proporre opposizione dinanzi al giudice competente per materia (omessa notifica degli atti presupposti, intervenuta prescrizione del credito ecc.). Diverse sono le tempistiche per proporre opposizione, la differenza scaturisce dalla natura del credito vantato e di conseguenza del giudice da adire. Se l'intimazione di pagamento riguarda, ad esempio, la riscossione di una contravvenzione la giurisdizione spetterà al giudice civile. Spettano, invece, alla giurisdizione tributaria tutte le controversie aventi ad oggetto un atto che ha contenuto tributario, sono escluse, invece, tutte le controversie che attengono all'esecuzione tributaria. 

#### L'insostituibilità della cartella esattoriale[13]con l'intimazione di pagamento
La mancata notifica della cartella di pagamento non può, in alcun modo, essere sostituita o sanata con l'intimazione di pagamento. Questi due atti hanno delle finalità differenti, la prima è un antecedente necessario della seconda; nel caso in cui non venga notificato il primo di questi emerge l'importanza della possibilità di impugnare la successiva intimazione di adempimento. L'intimazione di pagamento dovrà quindi essere annullata. Spesso in casi di questo tipo non c'è un'individuazione, da parte dei giudici, pienamente consapevole del regime di invalidità, si discute a tal proposito se ci si trovi di fronte ad un caso di nullità o di annullabilità. Tuttavia sarebbe preferibile il regime dell'annullabilità, relegando la nullità al difetto assoluto di attribuzione.

### Modalità di notifica
La notifica dell'intimazione di pagamento deve essere effettuata con le modalità previste dall'art. 26 D.Lgs. 602/1973. Viene compiuta cioè dagli ufficiali della riscossione, o da altri soggetti abilitati dal concessionario (Agenzia delle Entrate-Riscossione) attraverso l'invio di raccomandata con avviso di ricevimento, posta elettronica certificata o con la consegna nelle mani proprie del destinatario, di persone di famiglia o addette alla casa, all'azienda o all'ufficio. In questi ultimi casi, non è necessaria la sottoscrizione dell'originale da parte del consegnatario.

### La disciplina precedente
L'avviso di mora è stato abrogato dal D.Lgs. 26 febbraio 1999, n.46, in materia di "Riordino della disciplina della riscossione mediante ruolo". La sua disciplina, invece, era contenuta all'art. 46 D.P.R. 602/1973. Questa prevedeva che il concessionario, prima di intraprendere l'espropriazione forzata, dovesse notificare un avviso contenente: l'entità del debito, suddiviso analiticamente in tutte le voci che lo componevano e l'invito a pagare entro cinque giorni. In caso di pericolo nel ritardo, per il soddisfacimento del credito, il pretore o il giudice conciliatore potevano autorizzare l'esattore ad iniziare l'esecuzione forzata anche prima dello spirare dello stesso termine. L'avviso di mora manteneva la sua efficacia solo per 180 giorni: se il concessionario non avesse intrapreso l'espropriazione forzata entro questo termine avrebbe dovuto rinotificare l'atto. Oggi questa disciplina è superata, la nuova normativa mostra evidentemente la volontà del legislatore di unire, nella cartella di pagamento, le funzioni di titolo esecutivo e di intimazione ad adempiere (precetto).